# Sintència
La sintència és la capacitat de tenir sentiments, experimentar sofriment i plaer en un sentit àmpli, o en altres paraules, viure estats afectius positius i negatius. Els sentiments requereixen de processos cognitius i un cert nivell de consciència, per la qual cosa la sintència en un animal depèn en gran manera de les seves habilitats cognitives. S'han trobat evidències de sintència en una gran varietat d'animals, amb mides i estructures cerebrals molt diverses, incloent els peixos i altres vertebrats, així com alguns moluscs i decàpodes. Les habilitats necessàries per a la sintència apareixen en un cert episodi del desenvolupament de l'animal i poden perdre's a causa de danys cerebrals. Així doncs, no tots els humans són éssers sentents.